# Pyrophorus noctilucus
El carbunco (Pyrophorus noctilucus) es una especie de coleóptero elatérido que habita en las regiones tropicales y subtropicales de América. Su principal característica es su bioluminiscencia producida por dos puntos cerca del pronoto.

## Nombres comunes
Los miembros del género Pyrophorus se conocen con diferentes nombres en cada región, cocuy, cocuyo, tagüinche, tucu-tucu, tuco (en Argentina), tulipán (en Uruguay), achon (en Nicaragua), carbunco (en Costa Rica), copechi en Sinaloa y Sonora, Tagüinche en Jalisco (México).

## Descripción
Tiene una longitud de 3 cm, oblongo, pardo, con dos manchas amarillentas a los lados del tórax por las cuales despide de noche una luz verde. A diferencia de las luciérnagas, la luz es constante, pero pueden regular su intensidad, haciéndose más fuerte cuando se los toca. Además tiene otra luz en el abdomen que solo es visible cuando abre las alas para volar. Como el resto de las especies de la amplia familia de los elatéridos produce un sonido característico cuando se encuentra boca arriba y para darse vuelta activa un resorte que tiene en la parte ventral del tórax, de donde deriva su nombre en inglés "click beetle" ("escarabajo click"),

## Bioluminiscencia
El mecanismo de la bioluminiscencia (producción de luz de ciertos organismos vivos) en este animal, se produce mediante la luciferina y luciferasa que son almacenadas en glándulas. Al expulsar estas sustancias mezclándolas, se genera una reacción química que consume ATP y oxígeno produciendo la característica luz verde. La combinación entre la luciferina y el oxígeno provoca la oxidación de la luciferina dando lugar a la oxiluciferina que al volver a su estado normal produce la bioluminiscencia. Este proceso se realiza de forma muy rápida ya que ocurre en situaciones de emergencia.

## Hábitos y costumbres
Pasa el día en el bosque al refugio del calor, y alza su vuelo al atardecer. Los huevos y larvas también producen luz para evitar que sean devorados.

## Alimentación
El adulto se alimenta de polen, fruta fermentada y a veces de pequeños insectos. La larva vive en el suelo y se alimenta de materia vegetal y otros insectos. Mediante esto los fitopatógenos transfieren enfermedades al hospedador. Al alimentarse de insectos fitopatógenos protegen las plantaciones y vegetación, ya que los fitopatógenos pueden ser las principales plagas en cultivos agrícolas y forestales.